# Daniel Dennett
Daniel Clement Dennett III (født 28. marts 1942 i Boston, Massachusetts, død 19. april 2024) var en fremtrædende amerikansk filosof, hvis forskning centrerede sig omkring bevidsthedsfilosofi, videnskabsteori og biologi, herunder især evolutionær biologi, hvor han med sine synspunkter om adaptation i vidt omfang var på linje med Richard Dawkins. Daniel Dennett var direktør for Center for Kognitive Studier og Austin B. Fletcher Professor i filosofi ved Tufts University.
Dennett var desuden kendt som en prominent og meget bramfri ateist, hvilket foruden i taler og debatter kom til udtryk i hans bog Breaking the Spell: Religion as a Natural Phenomenon (2006), i hvilken han argumenterede for en videnskabelig og rationel tilgang til religion.